# Jerry John Rawlings
Jerry John Rawlings (ur. 22 czerwca 1947 w Akrze, zm. 12 listopada 2020 tamże) – ghański wojskowy, polityk, prezydent i szef rządu, przywódca polityczny.

## Życiorys
Był synem Szkota i kobiety pochodzącej z plemienia Ewe. Uczył się w Achimota College i w Ghańskiej Akademii Wojskowej. W 1969 otrzymał przydział do lotnictwa. Pierwszy raz objął władzę w wyniku wojskowego zamachu stanu w czerwcu 1979, obalając Najwyższą Radę Wojskową i obiecując walkę z korupcją i reformy. Był głównym organizatorem zamachu, miał wówczas stopień kapitana lotnictwa. 6 wyższych oficerów zostało publicznie rozstrzelanych: wśród nich byli generałowie Akwasi Afrifa, Frederick Akuffo i Ignatius Kutu Acheampong – byli prezydenci, a także Robert Kotei – dowódca sił zbrojnych. W ciągu czterech miesięcy przywrócił rząd cywilny. Zagroził drugim zamachem w wypadku, gdyby politycy przekładali własne dobro nad dobro obywateli. Początkowo wycofał się z polityki, lecz z powodu utrzymywania się korupcji ponownie przejął rządy 31 grudnia 1981, dokonując następnego zamachu stanu, i mimo obietnicy powrotu władzy cywilnej, przez ponad 10 lat utrzymywał pozycję szefa państwa jako przewodniczący Tymczasowej Narodowej Rady Obrony.
Uprawiał rządy absolutne, przeprowadził w Ghanie radykalne reformy gospodarcze na wzór zachodni, uporządkował finanse, ukrócił korupcję, a pod koniec lat 80. przywrócił pluralizm polityczny i w 1992 r. zorganizował wybory prezydenckie, ustanowiwszy system wielopartyjny. W tym samym roku wprowadzono konstytucję, która zniosła najwyższą władzę Tymczasowej Narodowej Rady Obrony. Wówczas zrezygnował ze służby w armii, po czym założył własną partię o centrolewicowym charakterze – Narodowy Kongres Demokratyczny. Dzięki bezwzględnym, ale owocnym rządom przez ponad dziesięć lat, stał się popularny i z sukcesem przeistoczył się z przywódcy militarnego w konstytucyjnie wybraną głowę państwa. W 1996 zdobył reelekcję, a na początku 2001 złożył urząd, nie próbując zmieniać konstytucji by zwiększyć liczbę kadencji prezydenckich z dwóch. Dzięki temu Rawlings stał się wzorem procesu demokratycznego w Afryce.